# Når mor kommer hjem (film)
 For alternative betydninger, se Når mor kommer hjem. (Se også artikler, som begynder med Når mor kommer hjem)
Når mor kommer hjem er en dansk børnefilm fra 1998, instrueret af Lone Scherfig. Manuskriptet er skrevet af Jørgen Kastrup efter Martha Christensens roman af samme navn fra 1995.

## Handling
Linda, der er enlig mor til tre børn, skal i fængsel for at afsone en mindre dom for butikstyveri. Børnene er ikke glade ved udsigten til at tilbringe ventetiden på et børnehjem, og de overtaler Linda til at hjælpe med at bilde omgivelserne ind, at børnenes far passer dem, indtil Linda er tilbage.

## Medvirkende
- Kasper Emanuel Stæger − Kasper
- Clara Johanne Simonsen − Sara
- Pernille Kaae Høier − Julie
- Ann Eleonora Jørgensen − Mor
- Claus Gerving − Far
- Max Hansen Jr. − Fjernsynsmand
- Kristian Holm Joensen − Fjernsynsmand
- Lars Kaalund − Finn
- Birthe Neumann − Anne Marie
- Bjarne Henriksen − Lille Per
- Niels Anders Thorn − Henning
- Charlotte Fich − Ung mor
- Wencke Barfoed − Fars nye kæreste
- Lillian Tillegreen − Ældre dame
- Rikke Wölck − Dame på bar
- Anne Clausen − Pige
- Mette Fondo − Tvilling
- Nanna Fondo − Tvilling
- Michael Moritzen − Skoleinspektør
- Anette Støvelbæk − Pædagog
- Peter Gantzler − Butiksbestyrer
- Charlotte Munksgaard − Kassedame
- Claes Bang − Betjent
- Steen Stig Lommer − Fængselsbetjent